# 토레 블롬

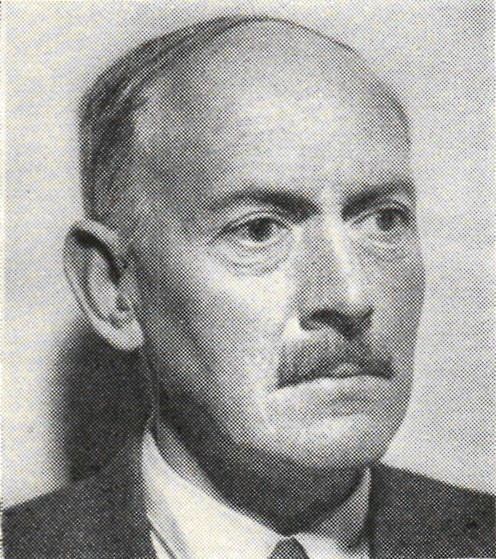

테오도르 ("토레") 블롬(스웨덴어: Teodor ("Tore") Blom, 1880년 4월 23일 ~ 1961년 9월 24일)은 스웨덴의 육상 선수로 프랑스 파리에서 열린 1900년 하계 올림픽에 참가했다.
블롬은 높이뛰기와 멀리뛰기에 참가했다. 멀리뛰기에서는 5.770m를 뛰어서 12명의 출전 선수 중에 11위를 기록했으며 높이뛰기에서는 1.50m를 성공시켜서 8명의 출전 선수 중 꼴찌를 했다.